# Галушино (Псковская область)
Галушино — деревня в Краснопрудской волости Псковского района Псковской области России.
Расположена в 11 км к северо-востоку от волостного центра Кирово и в 38 км к юго-востоку от города Пскова.

## Население
| 2001 | 2002 | 2010 |
| ---- | ---- | ---- |
| 21   | ↘16  | ↗19  |

## История
До 31 декабря 2010 года деревня входила в состав ныне упразднённой Москвинской волости.